# 埃德海姆
埃德海姆（荷蘭語：Edegem，荷蘭語發音：[ˈeːdəɣɛm] ⓘ）是比利时弗拉芒大區安特衛普省安特衛普區的一个市镇，通行荷蘭語，是弗拉芒社群的一部分，面积8.65平方千米，人口22,261人（2020年1月1日）。